# Джабагиев, Вассан-Гирей Эльджиевич
Вассан-Гирей Эльджиевич (Ижиевич) Джабагиев (Джабаги; ингуш. ЖабагӀа Ийже Висангири; 3 мая 1882, Насыр-Корт, Владикавказский округ, Терская область, Российская империя — 18 октября 1961, Стамбул, Турция) — ингушский общественно-политический деятель, экономист-агроном, просветитель, мыслитель, публицист.
Выпускник сельскохозяйственного факультета Дерптского университета и Йенского университета по специальности экономиста в области земледелия (1908). Автор первого проекта ингушского алфавита на основе арабской графики (1902). До Февральской революции 1917 года занимал должность вице-директора Департамента земледелия Министерства сельского хозяйства Российской империи. После революции — глава Ингушского национального совета (1917—1918), министр финансов Горской республики (1917—1920), главноуправляющий ведомством контроля Терско-Дагестанского правительства (1917—1918). Автор Северо-Кавказской декларации о независимости, принятой 1 мая 1918 года.
В период эмиграции создал Комитет независимости Кавказа (1922), член партии национал-демократов Северного Кавказа (1927—1929), участник прометеистского движения. Во время Второй мировой войны занимался гуманитарно-миротворческой деятельностью, помогая жертвам войны, в частности военнопленным и беженцам. В послевоенное время через Организацию Объединённых Наций добивался защиты прав и свобод репрессированных народов СССР, в том числе ингушского народа.
Как учёный, Джабагиев написал более 300 научных статей и заметок. Свои работы публиковал сначала в российской, а затем в западной научной прессе.

## Биография

### Происхождение
Родился 3 мая 1882 года в селе Насыр-Корт в семье полковника царской армии, полного георгиевского кавалера Ижи Джабагиева. Отец был в числе первых ингушей, получивших офицерский чин в царской армии и дворянский титул. В семье Вассан-Гирей был младшим из трёх сыновей, у него было также три сестры.
Фамилия Джабагиевых является ветвью ингушского тайпа Точиевых из Мецхала, селение Фяппинского общества. Основатель тайпа Точ был известен на Кавказе как «кистинский владетель». По словам этнографа Чаха Ахриева, его, вместе с основателем замкового комплекса Таргим Горбаком, в период расцвета грузино-ингушских отношений во второй половине XVIII века «с большим уважением и почестями, подобающими владетельным лицам», принимал в своей резиденции грузинский царь Ираклий II.

### Образование и работа экономиста
Окончил Владикавказское реальное училище, после которого продолжил учёбу в Дерпте, где отучился на сельскохозяйственном факультете Дерптского университета. В дальнейшем продолжил обучение в Германии, окончив в 1908 году Йенский университет по специальности экономиста в области земледелия. Там он изучал естественные науки, земледелие и экономику сельского хозяйства. По мнению исследователя И. Г. Алмазова, был видным экономистом своего времени, занимался гуманитарными науками и литературным творчеством.
В 1902 году создал первый проект ингушского алфавита на основе арабской графики. В ингушском обществе развернулась дискуссия по поводу основы для ингушской письменности: часть ингушской интеллигенции выступала за её создание на основе латинницы, другая — на основе кириллицы. В связи с этим, в 1906 году Джабагиев выступил во владикавказской газете «Правда» со специальной статьёй «Ингуши и грамотность». Он одобрял идею издания первой книги на ингушском языке, выдвинутую обществом народных чтений, однако считал нецелесообразным использовать для основы кириллицу, в частности, алфавит языковеда Петра Услара. Он также указывал на ряд плюсов арабского письма в качестве основы ингушской письменности, в том числе распространённость арабской грамоты среди ингушей, совместимость этой графики с мусульманским (религиозным) сознанием и другие.
Однако, в тот период проекты ингушских просветителей и культурных деятелей воспринимались с большим подозрением и зачастую игнорировались российской властью. Реакционная часть российского общества считала, что у кавказцев нет склонности к учению, приобщению к русской и европейской цивилизации и даже к элементарному порядку. Отвечая на такие обвинения в адрес ингушей в газете «Новое время» Джабагиев писал: «Суть корреспонденции сводится к тому, что в разбое горцев не повинно ни малоземелье, ни налоговое бремя, ни невежество, словом, ничто, кроме „упорной враждебности“ туземцев ко всякому порядку и гражданственности».
Джабагиев указывал на важность улучшения условий социально-экономической жизни общества, распространения технических знаний и навыков. В своей работе 1906 года «К вопросу о высших учебных заведениях на Кавказе» Джабагиев выступал за открытие образовательных учреждений во Владикавказе, открытие для Северного Кавказа сельскохозяйственного и горного институтов, а также университета, рекомендуя брать пример с европейских стран, как, например, с Германии, где аграрным вопросам уделяется пристальнейшее внимания.
С 1908 года Джабагиев работал в Департаменте земледелия Министерства сельского хозяйства Российской империи. В 1913 году он стал титулярным советником, а накануне Февральской революции 1917 года — вице-директором департамента. Одновременно, Джабагиева назначили Председателем Петроградского общества распространения просвещения среди мусульман.

### Революция

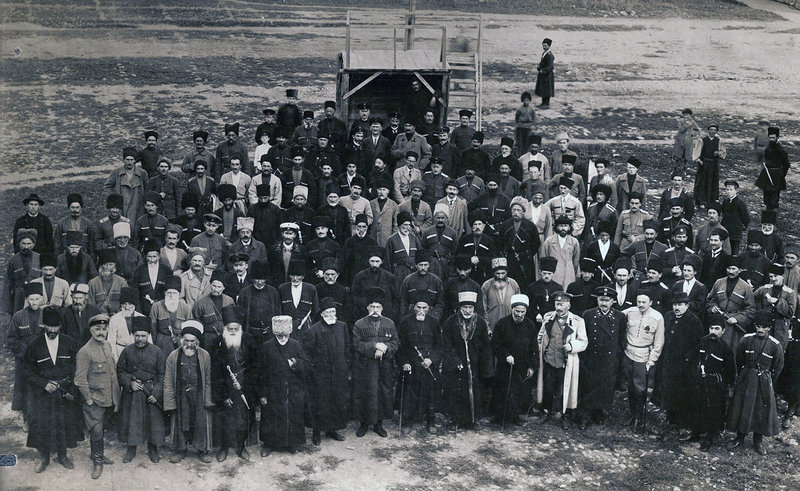
II съезд Союза горцев Северного Кавказа. Сентябрь 1917 года. Владикавказ. В первом ряду, пятый справа, стоит Джабагиев

После Февральской революции Джабагиев вернулся на Северный Кавказ, где принимал активное участие участие в политической жизни края. Вскоре был организован Ингушский национальный совет, главой которого стал Джабагиев. 1 мая 1917 года состоялся I съезд представителей горских народов Кавказа, где были созданы Союз объединенных горцев Северного Кавказа и Дагестана и его Центральный комитет, членом которых от Ингушетии стал Джабагиев. В частности, Джабагиев был избран управляющим делами ЦК Союза.
18-20 мая 1917 года во Владикавказе прошёл съезд населения Терской области, итогом которого стало «Положение о временном самоуправлении Терской области». Согласно этому положению, Терский областной съезд и Терский областной исполнительный комитет являлись высшими органами власти в области. Тем самым Съезд упразднил должность начальника Терской области, а его права и обязанности были переданы облисполкому и его комиссару. 20 мая съезд избрал Терский облисполком, членом которого, помимо прочих, был и Джабагиев.
К лету 1917 года в Ингушетии сформировались и вскоре начали бороться за власть и влияние в регионе две политически противостоящие силы. С одной стороны — интеллигенция под руководством братьев Джабагиевых, которых поддерживала часть ингушского духовенства (шейх Гайрбек-Хаджи, муллы Т. Гиреев, И. Чапанов и другие), с другой — офицерство (генералы Т. Укуров и Э. Нальгиев, полковники Г. К. Долгиев, К. С. Гойгов, А. К. Шахмурзиев, подполковник С. Тангиев и др.). В июне Джабагиев смог добиться успеха — созванный им съезд в Назрани, куда также прибыли по приглашению его брата М. Джабагиева, Шамсудин-Хаджи и Дени-шейх Арсанов, вынес решение в пользу группы Джабагиева. Было решено убрать старый состав комитета и назначить трёх мулл (Тагир-мулла, Тарко-Хаджи и Сосламбек-Хаджи-мулла) с окладом 100 рублей в месяц. Таким образом, Джабагиевым удалось, при поддержке духовенства, обеспечить свободу манёвра, в том числе в отношении сближения с казачеством, что, однако, привело впоследствии к уходу части интеллигенции, недовольной решениями Союза и которая перестала поддерживать национальные органы. На основе этой отколовшейся группы возникло социалистическое движение, которое позже стало основой революционно-демократических и радикально-революционных течений в регионе.
21 сентября 1917 года Джабагиев участвовал во Втором съезде Союза горцев Северного Кавказа как делегат от ингушского народа. На политические взгляды Джабагиева значительное влияние оказала Октябрьская революция. До этого события он видел будущее Кавказа в составе Российской империи, но после прихода к власти большевиков Джабагиев начал выступать за идею Кавказской автономии по типу швейцарских кантонов.

### Гражданская война

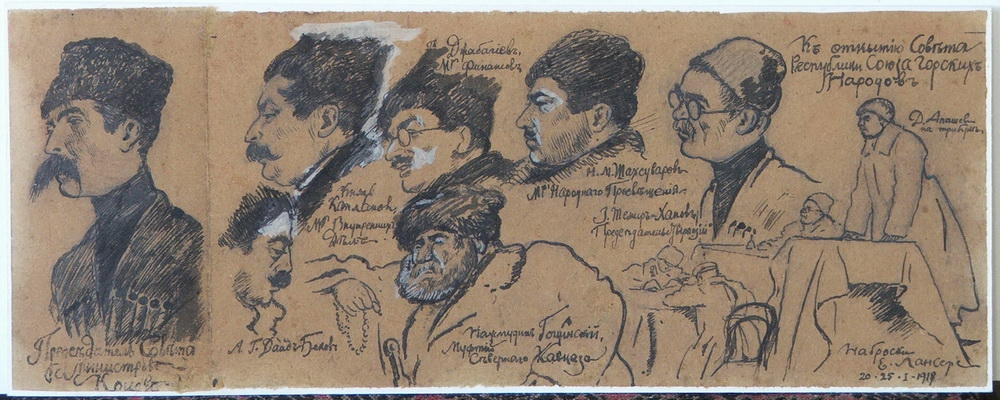
Джабагиев на наброске портретов участников горского съезда в Темир-Хан-Шуре. Январь 1919. Автор — Евгений Лансере

Весной 1918 года важнейшими общественно-политическими событиями для ингушей стали съезды ингушского народа. Первый состоялся 15 апреля 1918 года в Назрани, где собралось около трёх с половиной тысяч ингушей. В съезде участвовал Сергей Киров и терский нарком внутренних дел области Яков Бутырин. Целью большевистских лидеров было добиться от ингушей важной уступки — наладить транспорт, в первую очередь, железнодорожное движение между Бесланом и Грозным, нарушенное ингушами в дни боев с казаками зимой 1917—1918 годов. Джабагиев, как председатель Ингушского национального совета, согласовав действия с шейхом Гайрбек-Хаджи, ответил на просьбу Кирова согласием. Более того, на съезде «полномочные» представители ингушского народа единодушно дали добро на провозглашение советской власти на Тереке.
В это время политически активная часть ингушского общества была расколота. Большая часть политически активных деятелей (Г. С. Ахриев, Ю. Т. Албогачиев, З. Тутаев, С. Альдиев) все более смотрела в сторону «красных», другая часть (в основном те, кто терял имущество, влияние и власть с приходом советской власти) служила опорой Ингушского национального совета, возглавляемого Джабагиевым, который одновременно был членом и Терско-Дагестанского правительства, как главноуправляющий ведомством контроля. Одновременно Джабагиев работал над Северо-Кавказской декларацией о независимости, принятой 1 мая 1918 года. 11 мая 1918 года в Тифлисе было создано Горское правительство, вскоре переместившийся в Темир-Хан-Шуру. К этим силам отчасти тянулись и немногие сторонники Добровольческой армии, в большинстве состоящих из ингушского офицерства, хотя офицеры из числа горцев являлись в большинстве проводниками старых монархических традиций.
В 1918 году Джабагиев также принял участие в подавлении Бичераховского восстания. Ингушский национальный совет назначил его в качестве главы гражданской части Ингушетии. После того, как бичераховцам удалось блокировать красноармейские казармы, ингушское командование сразу направилось на Владикавказ через Сунженскую линию, которая отделяла его от остальной Ингушетии казачьими станицами, для того, чтобы оказать содействие ещё державшимся в городе немногочисленным «красным». На момент съезда в Базоркино, численность отрядов ингушей была около 5000 верховых и до 1000 арб (согласно большевику Б. Э. Калмыкову), однако, они испытывали большие трудности с вооружением. После отказа о добровольной сдаче бичераховских станиц начался их штурм. Первой из страниц пала Воронцово-Дашковская. Джабагиев настаивал на немедленном ударе по наиболее укреплённой станице Сунженской, тогда как М. Саутиев предлагал вначале овладеть хутором Тарским и отрезать линию станиц от Владикавказа окончательно. В споре победил Саутиев и в последующие дни хутор Тарский был взят. Самая укреплённая из станиц — Сунженская — была последующая в очереди и она вскоре пала вместе с капитуляции её жителей-казаков.
По перевыборам в Ингушский национальный совет середины 1918 года Джабагиева в качестве председателя совета сменил К. Гойгов. Джабагиев решил сосредоточиться на работе по достижению международного признания Горского правительства. С этой целью Джабагиев после августовских событий уехал в Тифлис, где занимался своей работой в составе Горского правительства, которое он пытался спасти от окончательного развала и превратить в реальный противовес не только большевикам, но и их крайним противникам.
Горское правительство пыталось предотвратить расправу деникинцев над Ингушетией. В связи с этим, осенью 1918 года Джабагиев вместе с П. Т. Коцевым вёл переговоры с большевиком Я. П. Бутыриным. Несмотря на то, что они и не придерживались безоговорочной поддержки большевиков, подчёркивая идею горской федерации, они всё же опасались усиления на Кавказе движения М. В. Алексеева. После того как был предъявлен ультиматум ингушам от деникинцев, Коцев также вёл переговоры с главнокомандующим союзными войсками города Баку английским генералом У. М. Томсоном, дабы побудить союзников повлиять на деникинцев. Однако британское командование на юге России в большей мере содействовало Добровольческой армии.
Джабагиев встретился с С. Орджоникидзе в Ингушетии после того, как последний осмотрел разрушенный деникинцами Сурхахов. В разговоре Джабагиев напомнил Орджоникидзе о его обещании дать ингушам право создания своей республики, данном в 1918 году. Орджоникидзе ответил, что этот вопрос находится вне его компетенции, пообещав лишь войти с ходатайством в правительство СССР. В свою очередь, тот обвинил Джабагиева в том, что «когда мы укрепляли советскую власть, вы готовили нам в Темир-Хан-Шуре в спину кинжал».

Джабагиев в 1920 году. Грузия, Тифлис.

В 1920 году на Северном Кавказе установилась советская власть. Тем временем Джабагиев, как делегат Союза горцев, совершил поездку во Францию на Версальскую конференцию, где добивался международного признания Горской республики. В Версале он узнал о вторжении Красной армии в Грузию в 1921 году.

### В эмиграции

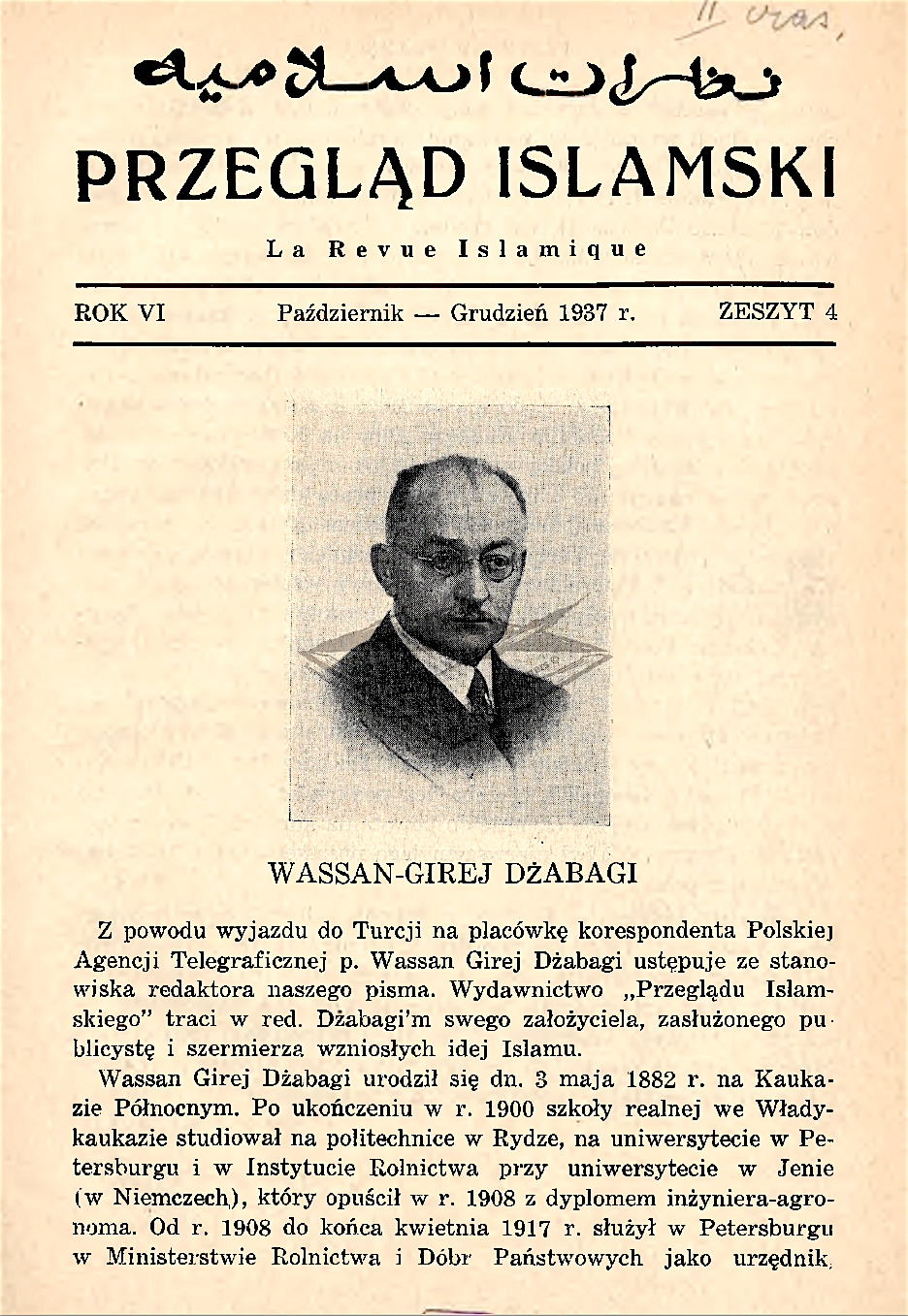
Статья о Джабагиеве (Wassan-Girej Dżabagi) в журнале «Исламское обозрение» («Przegląd Islamski»), Варшава, 1937 год

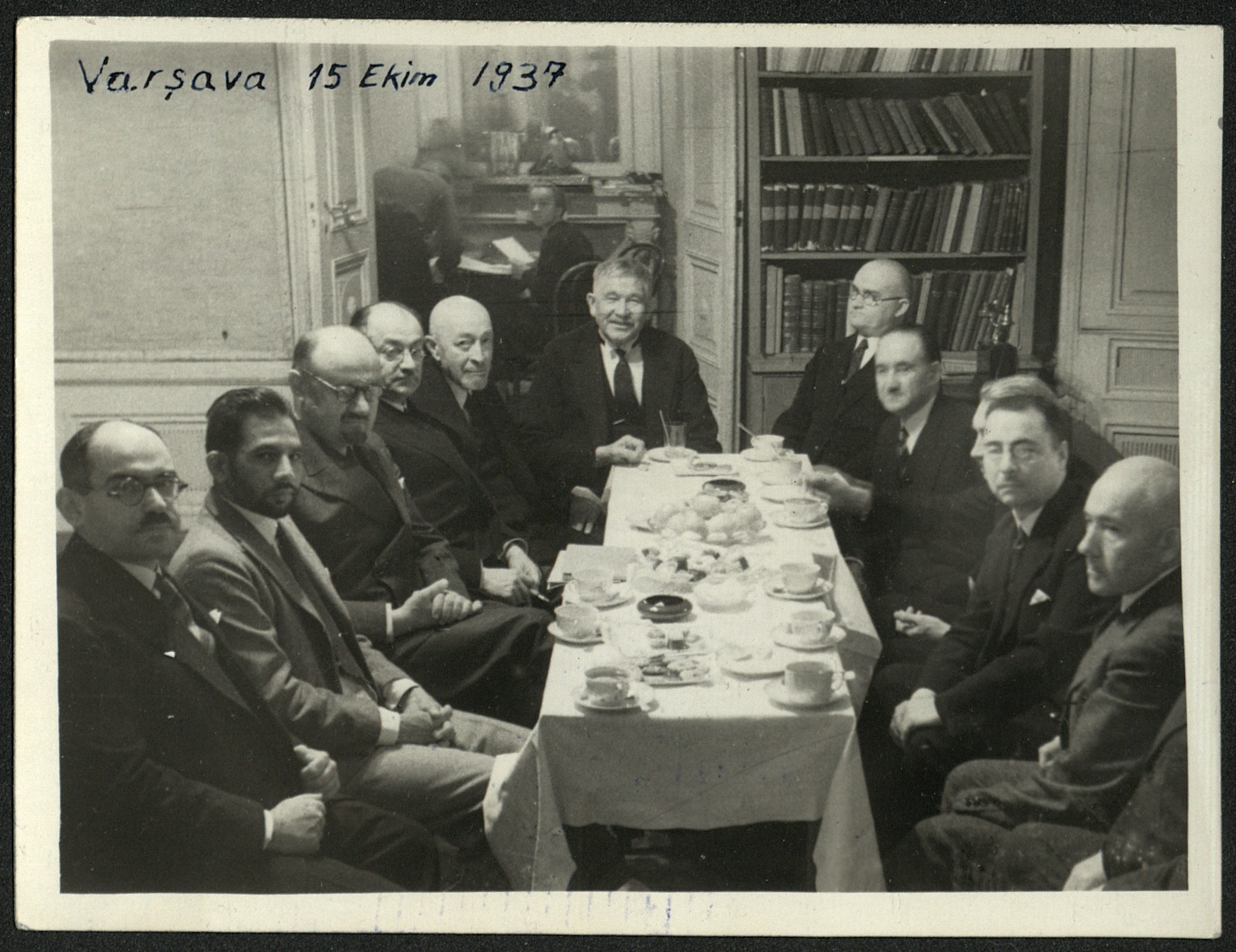
Во время празднования 40-летия творческой деятельности Гаяза Исхаки в Варшаве, 1937 г.
Слева сидят: 3-й Р. С. Смаль-Стоцкий, 4-й В.-Г. Джабагиев, 6-й Г. Исхаки, 7-й, 8-й М. Э. Расулзаде

Джабагиев был вынужден остаться во Франции. В 1921 году, как представитель республики Северного Кавказа, участвовал на заседаниях 4-х республик Кавказа (Армении, Азербайджана, Грузии, Северного Кавказа). В 1922 году, при активной поддержке кавказской эмиграции, Джабагиев создал в Стамбуле Комитет независимости Кавказа — Союз политических организаций Северного Кавказа, Азербайджана и Грузии, которым руководил из Западной Европы. Также Джабагиев активно участвовал в общественно-политическом движении «Прометей». С 1927 по 1929 годы Джабагиев — член партии национал-демократов Северного Кавказа, которая находилась в Париже. В тех же годах член — Национального совета республики Северного Кавказа.
До 1927 года проживал в Париже, занимаясь научно-публицистической деятельностью, в частности, издавал статьи о Кавказе, о ситуации в СССР, анализировал современную политическую ситуацию. В 1927—1939 годы проживал в Варшаве, где создал информационное агентство «Ориент», которое писало о проблемах Востока, Турции и Кавказа. Одновременно издавал бесплатный журнал на польском
языке «Przegląd Islamski», где писал об основах ислама. В 1932 году Джабагиев участвовал в Ассоциации беженцев-горцев Северного Кавказа, которая находилась во Франции. Руководил журналом «Северный Кавказ» с 1934 по 1939 годы.
В 1939 году Польское правительство направило Джабагиева представителем Польского Телеграфного Агентства в Стамбул. К этому времени он владел пятью иностранными языками: кроме немецкого и французского, теперь знал польский, турецкий и английский. В 1940-годы вернулся во Францию, где жил в Эльзасе. Тогда же член Комитета освобождения Кавказа.
Джабагиев был приглашен руководителями Нацистской Германии в виде кавказского лидера. По воспоминаниям дочери, отец надеялся, что война поможет Кавказу обрести независимость. Хотя руководство планировало
использовать Джабагиева в своих целях, он отказался сотрудничать так как разочаровался в политике Германии в отношении Кавказа. В ходе войны занялся гуманитарно-миротворческой деятельности, помогая жертвам войны, в частности военнопленным и беженцам, особенно кавказцам, по линии Организации Международного Красного Креста и Красного Полумесяца. Спас от гибели десятки и сотни пленных ингушей, чеченцев, грузин, черкесов, осетин и представителей других народов. После окончания Второй мировой войны Джабагиев в рамках деятельности в образованной Организации Объединённых Нации добивался защиты прав репрессированных народов СССР, в том числе своего ингушского народа.
В 1949 году Джабагиев вернулся в Стамбул. В 1951 году стал членом Северокавказского национального комитета. В 1952 году стал членом Турецкого благотворительного общества. Оставшуюся жизнь он провёл в Стамбуле, где и умер 18 октября 1961 года. Последние слова Джабагиева были словами молитвы на ингушском языке. Похоронен в Стамбуле, рядом с своей женой Хеленой.

## Работы
Джабагиев написал более 300 научных статей и заметок. Из периодических изданий 1905—1917 годов исследователем Б. Д. Газиковым найдено более 150 работ Джабагиева на различные темы: работы по аграрной, экономической политике России, политической экономике стран Европы, США, по вопросам международной политики Англии, Турции, Персии, культурной политики скандинавских стран, мусульманского просвещения, реформирования ислама, внешней и внутренней политики России и особенно — политического и гражданского устройства северокавказского региона.
Джабагиев сотрудничал со многими общероссийскими и региональными средствами массовой информации, в частности, «Санкт-Петербургские ведомости», «Россия», «Сельскохозяйственное образование», «Ежегодник департамента земледелия», «Земледельческая газета», «Правда», «Горская жизнь», «Каспий» и другими. В «Земледельческой газете» Вассан-Гирей Джабагиев вёл авторскую рубрику «Отклики печати», в которой представлял читателям издания обзор наиболее интересных материалов сельскохозяйственных журналов и газет Великобритании, Франции, Германии.
В годы эмиграции Джабагиев писал работы по литературной, журналистской и политической тематике в таких изданиях, как «Кавказский горец» (Прага), «Горцы Кавказа» (Париж), «Кавказ» (Париж, Берлин), «Прометей» и «Обозрение Прометея» (Париж), «Объединённый Кавказ» и «Свободный Кавказ» (Мюнхен), «Газават» (Берлин), «Северный Кавказ», «Исламское обозрение» и «Восток» (Варшава). В 1967 году посмертно была опубликована фундаментальное историческое исследование Джабагиева «Взаимоотношения России и Кавказа».
Исследователи И. А. Дахкильгов и Х. М. Мартазанова считают творчество Джабагиева «универсальн[ым], беспримерн[ым] по многообразию тем, сюжетов, проблем», и тем самым оно «вышло за рамки Северного Кавказа, получило общероссийский и мировой резонанс». Также они добавляют, что «разносторонняя деятельность, творческое и научное наследие В.-Г. Джабагиева наиболее полно характеризует социально-политическую, правовую, экономическую, культурную программу ингушского и северокавказского просветительства».

## Семья
Джабагиев познакомился со своей будущей женой, 19-летней Хеленой, в 1910 году в Санкт-Петербурге на приёме у внука Шамиля, жена которого тоже была татаркой. Хелена в это время училась в институте благородных девиц, получив оттуда замечательное образование, владев также как и Джабагиев, несколькими языками.
У Джабагиева было три дочери: Халимат, Джаннет, Тамар. Старшая Халимат была профессором и проживала со своей семьёй в США; умерла в 1981 году. Средняя дочь Джаннет была ветераном Второй мировой войны, умерла во время своего второго посещения Ингушетии 17 мая 1992 года, похоронена на родовом кладбище Джабагиевых в Насыр-Корте рядом с могилой деда Эльджи. Её сын и две дочери проживают в Польше. Младшая дочь Тамара долгое время работала врачом-стоматологом, замужем за полковником Хейри Джанкатом из знатного кабардинского рода проживает в Турции. Тамара имеет сына — Джабаги и дочь — Берсен. В 1992 году Тамара Джабагиева посетила родные места в Ингушетии. По её словам, на момент смерти отца, ей было 42 года.

## В историографии
В советской историографии изображался как исключительно негативная личность, его называли «хитрецом», «предателем», «предателем своего народа», «замаскировавшийся предателем», «мусульманским фанатиком», «реакционером», «эксплуататором горских масс», «авантюристом», «карьеристом», «махровым антинародным буржуазным националистом», «контрреволюционером». Продолжительное время последняя работа Джабагиева «Kafkas-Rus Mucadelesi» («Кавказско-русская борьба»; 1967) была подвергнута критике и обвинениям в «буржуазной фальсификации» истории народов Кавказа и была недоступна для широкого круга советских исследователей.
В начале 1990-х годов, с развалом СССР, периодические издания стали впервые публиковать в основном публицистические статьи, посвящённые жизни и деятельности Джабагиева. Так, например, в майском выпуске газеты Сердало 1992 года была опубликована статья М. Чахкиева, где отмечалась неправомерность клеветы на братьев Джабагиевых. Кандидат филологических наук О. Чапанов, говоря в интервью с корреспондентом Сердало Чахкиевым, заявил: «как можно назвать человека [М. Джабагиева], написавшего о своём народе книги с такими названиями, врагом своего народа. А ведь столько грязи вылито на него и на его брата Вассан-Гирея!». В том же году общественно-политический деятель и публицист Беслан Костоев учредил премию имени В.-Г. Джабагиева в Ингушетии. В последующих годах выходили статьи и брошюры, посвященные Джабагиеву: М. Д. Яндиевой (2001, 2004 — совместно с Б. Газиковым, 2010), М. М. Дугричилова (2008), И. А. Дахкильгова (2009) и Р. Х. Угурчиевой (2009). В 2015 году вышла книга И. Г. Алмазова «Наследие. Джабагиев Вассан-Гирей Эльджиевич».

### На русском языке
- Алмазов И. Г. О Джабагиевых // Наследие. Джабагиев Вассан-Гирей Эльджиевич / Сост.: И. Г. Алмазов; Рец.: Ю. Ю. Карпов, Л. Р. Хут, И. М. Сампиев, М. А. Гулиев. — Назрань: ООО «Пилигрим», 2015. — С. 15—22. — 608 с. — ISBN 978-5-906177-91-9.
- Бабич И. Л. Северокавказцы в эмиграции в XX веке. Материалы к биографическому словарю / И. Л. Бабич, Т. Л. Гладкова, Л. А. Мнухин; отв. ред. А. Н. Кожановский. — М.; Берлин: Директ-Медиа, 2020. — 297 с. — ISBN 978-5-4499-1574-0. Архивировано 21 марта 2023 года.
- Братья Джабагиевы (правда и ложь) // Сердало  / Материал подготовил М. Чахкиев. — 1992. — 2 мая (№ 51). — С. 1—2.
- Вачагаев М. М. Союз горцев Северного Кавказа и Горская республика. История несостоявшегося государства. 1917—1920. — М.: «Центрполиграф», 2018. — 224 с. — ISBN 978-5-227-08322-7.
- Гешаев М. Б. Знаменитые ингуши. — Турин: STIG, 2003. — Т. 1. — С. 83—89. — 620 с. — 2000 экз.
- Гудиева Л. Х.-У., Харсиев Б. М.-Г. Образование и наука // Ингуши / Отв. ред.: М. С.-Г. Албогачиева, А. М. Мартазанов, Л. Т. Соловьева; ИЭА РАН; ИнгГУ; Рец.: В. А. Дмитриев, С. И. Аккиева. — М.: «Наука», 2013. — С. 422—437. — 512 с. — (Народы и культуры). — ISBN 978-5-02-038042-4.
- Даудов А. Х., Месхидзе Д. И. Национальная государственность горских народов Северного Кавказа (1917—1924) / Ред.: И. П. Комиссарова; Рец.: М. П. Ирошников и С. В. Кулик. — СПб.: СПбГУ, 2009. — 224 с. — 300 экз. — ISBN 979-5-288-04941-5.
- Дахкильгов И. А., Мартазанова Х. М. Национальная литература // Ингуши / Отв. ред.: М. С.-Г. Албогачиева, А. М. Мартазанов, Л. Т. Соловьева; ИЭА РАН; ИнгГУ; Рец.: В. А. Дмитриев, С. И. Аккиева. — М.: «Наука», 2013. — С. 380—391. — 512 с. — (Народы и культуры). — ISBN 978-5-02-038042-4.
- Дзидзоев В. Д. От Союза объединенных горцев Северного Кавказа и Дагестана до Горской АССР (1917-1924 гг.): Начальный этап национально-государственного строительства народов Северного Кавказа в XX веке. — Владикавказ: СОГУ, 2003. — 210 с. — 1000 экз. — ISBN 5-8336-0350-1.
- Документы по истории гражданской войны в СССР / Сост.: Э. Н. Бурджалов, Б. Г. Верховень, Э. Б. Генкина [и др.]; Ред.: И. И. Минц, Е. Н. Городецкий. — М.: Политиздат, 1941. — Т. 1: Первый этап гражданской войны. — 544 с. — 100 000 экз.
- Долгиева М. Б., Картоев М. М., Кодзоев Н. Д., Матиев Т. Х. История Ингушетии / Отв. ред.: Н. Д. Кодзоев. — 4-е изд. — Ростов н/Д.: Южный издательский дом, 2013. — 600 с. — 3000 экз. — ISBN 978-5-98864-056-1.
- Долгиева М. Б. Роль ислама в трудах ингушского просветителя В.-Г. Джабагиева // Теория и практика общественного развития. — 2013 а. — № 3. — С. 144—146.
- Долгиева М. Б., Арапханова Л. Я. Культурно-просветительское движение в Ингушетии во второй половине XIX—начале XX вв // Современная научная мысль. — 2018. — № 4. — С. 44—55.
- Дугричилов М. М. Патриот потерянной отчизны. Политический портрет Васан-Гирея Джабаги // Сказания о Дагестане. Книга четвертая. — Махачкала: ДКИ, 2008. — ISBN 5-297-01156-6. Архивировано 13 октября 2022 года.
- История Дона и Северного Кавказа (1917—2004) / Отв. ред.: А. В. Венков; Рец.: А. А. Кудрявцев, Б. Б. Булатов. — Ростов н/Д.: РГУ, 2004. — 383 с. — 1500 экз. — ISBN 5-7507-0063-1.
- Кокорхоева Д. С. Становление и развитие ингушской государственности в советское время // Ингуши / Отв. ред.: М. С.-Г. Албогачиева, А. М. Мартазанов, Л. Т. Соловьева; ИЭА РАН; ИнгГУ; Рец.: В. А. Дмитриев, С. И. Аккиева. — М.: «Наука», 2013. — С. 70—80. — 512 с. — (Народы и культуры). — ISBN 978-5-02-038042-4.
- Коренев Д. З. Революция на Тереке, 1917—1918 годы / Ред.: В. И. Ларина. — Орджоникидзе: СОНИИ; СОКИ, 1967. — 351 с. — 5000 экз.
- Мартиросиан Г. К. История Ингушии: Материалы / ИнгНИИ Краеведения. — Орджоникидзе: «Сердало», 1933. — 320 с. — 3000 экз.
- Материалы съездов горских народов Северного Кавказа и Дагестана 1917 года / Сост., автор вступительной ст.: А. Х. Кармов. — Нальчик: КБИГИ, 2014. — 168 с. — ISBN 978-5-91766-090-5.
- Матиев Т. Х., Мужухоева Э. Д. Социально-политическое развитие в XIX – начале XX века // Ингуши / Отв. ред.: М. С.-Г. Албогачиева, А. М. Мартазанов, Л. Т. Соловьева; ИЭА РАН; ИнгГУ; Рец.: В. А. Дмитриев, С. И. Аккиева. — М.: «Наука», 2013. — С. 58—69. — 512 с. — (Народы и культуры). — ISBN 978-5-02-038042-4.
- Патиев Я. С. Хроника истории ингушского народа с древнейших времен до наших дней. — Махачкала: «Лотос», 2007. — 384 с. — 2000 экз. — ISBN 978-5-91471-045-0.
- Цороев К. Путь просветителя // Сердало : газета. — 2017. — 4 мая (№ 62—63 (11798-799)).
- Яндиева М. О Вассан-Гирее Джабаги // Ас-Алан : журнал  / Гл. ред. Б. Лайпанов. — М.: «Мир дому твоему», 2001. — № 2 (5). — С. 315—318. — ISBN 5-87553-028-6.
- Яндиева М., Газиков Б. Ингушская политическая публицистика 50-х гг. В.-Г. Джабагиев на страницах журнала «Свободный Кавказ». — Назрань: Ингушский «Мемориал», 2004. — 40 с. — 500 экз.
- Яндиева М. Д. Европа // Ингуши / Отв. ред.: М. С.-Г. Албогачиева, А. М. Мартазанов, Л. Т. Соловьева; ИЭА РАН; ИнгГУ; Рец.: В. А. Дмитриев, С. И. Аккиева. — М.: «Наука», 2013. — С. 456—462. — 512 с. — (Народы и культуры). — ISBN 978-5-02-038042-4.
- Ялхароева М. А. Фольклорист Магомет Джабагиев // Гуманитарные исследования. — 2018. — № 1 (65). — С. 108—113.

### На ингушском языке
- Дахкильгов И. А. Ингушская художественная литература :  [ингуш.] = Гӏалгӏай говзаме литература / Рец.: М. Матиев, А. Евлоева. — Нальчик : ГП КБР РПК, 2009. — 608 с. : ил. — ISBN 978-5-9996-0018-9.